# Eerste klas van begraafplaats Eikenboomgaard
De eerste klas van begraafplaats Eikenboomgaard is een deel van een 19e-eeuwse, rooms-katholieke begraafplaats in de Nederlandse stad Oss.

## Geschiedenis
In 1871 werd het kerkhof rond de Grote Kerk door de Gedeputeerde Staten van Noord-Brabant afgekeurd. In opdracht van het kerkbestuur werd ten noordoosten van de toenmalige bebouwde kom van Oss een nieuwe begraafplaats aangelegd. Het is een van de zes begraafplaatsen in de stad. De begraafplaats werd op 1 mei 1872 gewijd en omvat ruim 2000 graven.

## Omschrijving
De eerste klas van de begraafplaats omvat een kavel van ongeveer 25 bij 25 meter aan de linkerzijde van het centrale pad vanaf de entree. Aan het pad staat een grenspaal met het opschrift "BEGRAAFPLAATS 1STE KLAS". 
In de eerste klas zijn drie grafmonumenten van de familie Jurgens te vinden, die elk zijn aangewezen als rijksmonument: het grafmonument van het echtpaar Jurgens-Lemmens, het grafmonument van het echtpaar Jurgens-Feijen en het neogotisch grafmonument van het echtpaar Jurgens-van Waardenburg. Aan de zuidwestelijke kant van de kavel is een gedeelte met circa 15 kindergraven.

## Fotogalerij

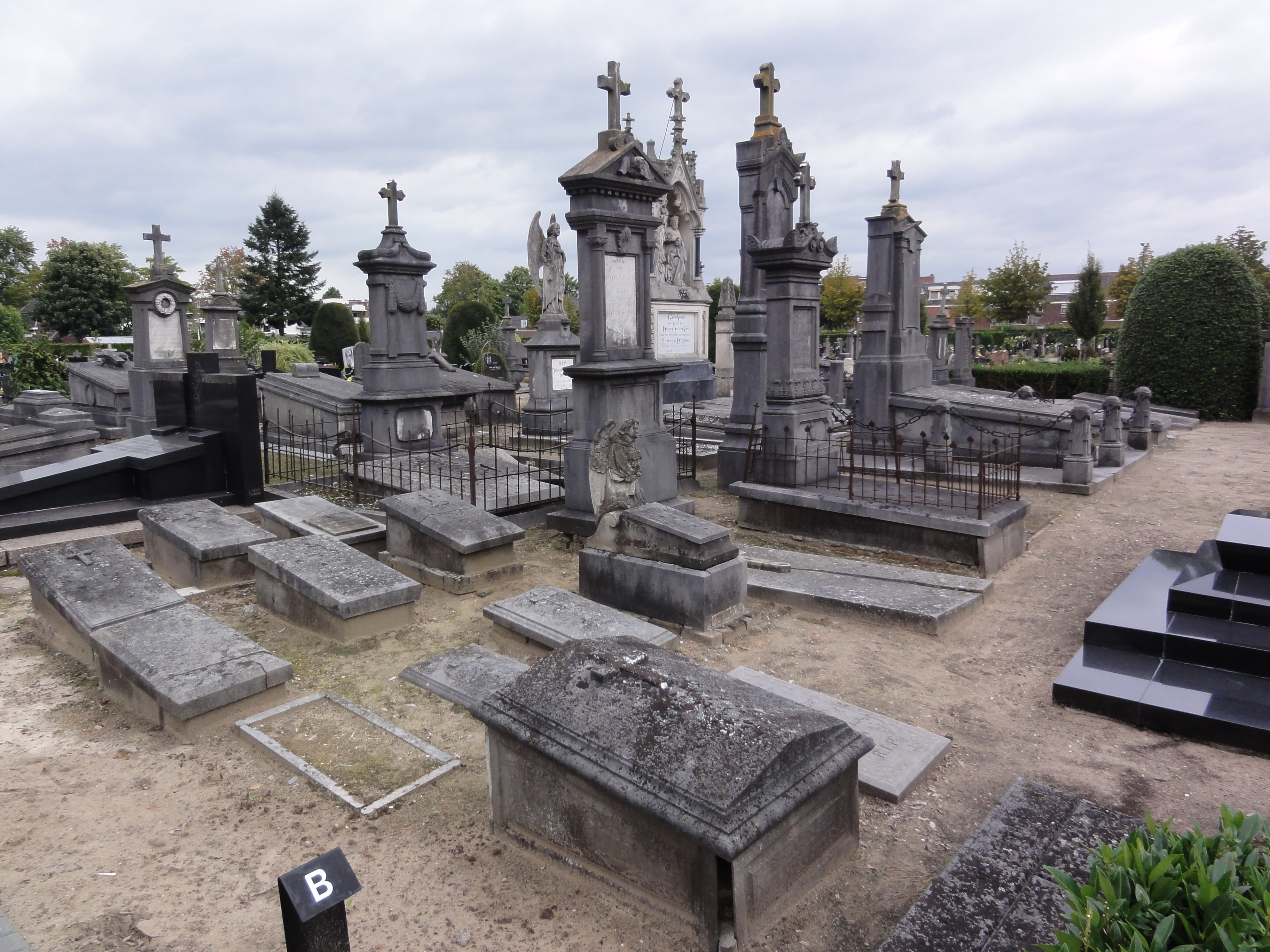
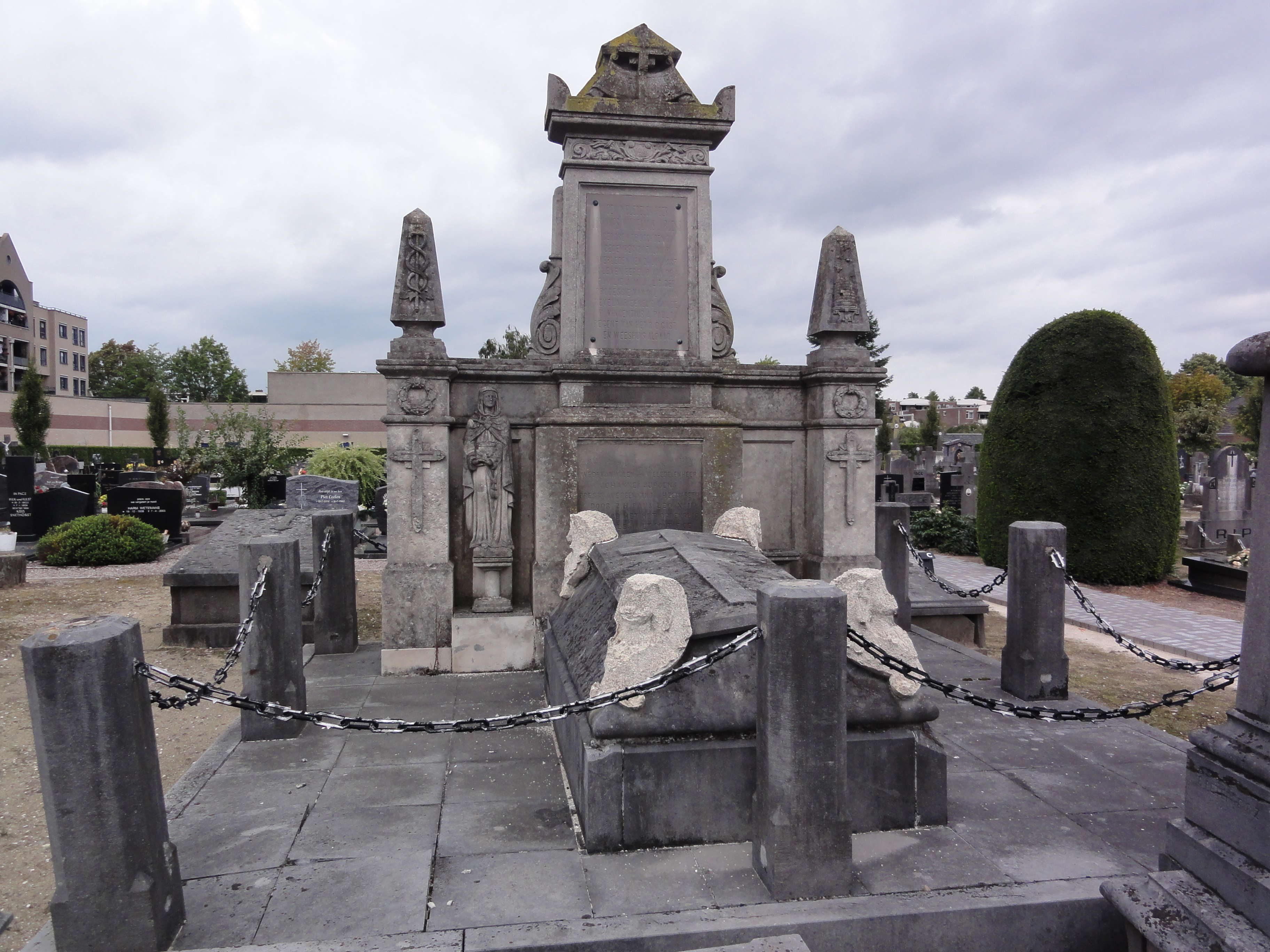

## Waardering
De eerste klas werd in 2001 in het Monumentenregister opgenomen, met als motivatie: "Het complex Eikenboomgaard is van algemeen cultuurhistorisch belang als bijzondere uitdrukking van culturele, sociaal-economische en geestelijke ontwikkelingen. De op het complex Eikenboomgaard gelegen grafmonumenten hebben architectuurhistorisch/kunsthistorisch belang vanwege de hoogwaardige esthetische kwaliteiten en het bijzondere materiaalgebruik en de ornamentiek. Het complex Eikenboomgaard heeft ensemblewaarde wegens de bijzondere wijze van verkaveling en inrichting en de gaafheid daarvan. Belangrijk aan het te beschermen kavel zijn verder de zeer gaaf bewaarde aanleg en grafschikking die op een enkele verstoring na nog authentiek is. Het complex Eikenboomgaard is van belang wegens de hoogwaardige kwaliteit van de samenstellende onderdelen. Het complex Eikenboomgaard is van belang wegens de zeldzaamheid van de zeer gaaf bewaarde oorspronkelijke aanleg."